# 雅科夫利夫卡 (羅茲季利納區)
46°51′44″N 29°57′27″E / 46.86222°N 29.95750°E
雅科夫利夫卡（烏克蘭語：Яковлівка）是位於烏克蘭西南部的村莊，由敖德萨州羅茲季利納區的斯捷潘尼夫卡市鎮負責管轄。該村始建於1824年，面積2.4平方公里，海拔高度14米，2001年人口890，人口密度每平方公里370.37人。